# Lutte féministe dans la révolte étudiante italienne de 1968
 (décembre 2023).
La révolte étudiante italienne de 1968 marque le début de la seconde vague du féminisme en Italie, permettant aux revendications féministes d'atteindre une ampleur sans précédent.
Le mouvement de contestation étudiant en Italie en 1968 a marqué un tournant significatif dans l'histoire sociale, politique et culturelle du pays. Ce mouvement, souvent associé aux mouvements sociaux de 1968 dans le monde, a soulevé une série de problématiques sociales qui étaient présentes en Italie durant les années 1960, donnant en particulier un nouveau souffle au féminisme.

## Lancement de la seconde vague féministe italienne
Le féminisme italien de la fin des années 60 et des années 70 est connu sous le nom de néo-féminisme ou de deuxième vague féministe. Cette deuxième vague se distingue de la première vague féministe du XIXe siècle, qui militait pour le droit à l'éducation, le droit de travailler, le droit de vote et pour l'abolition de la "potestas" du mari. Il est important de faire la distinction entre ces deux vagues sur la ligne temporelle, car certaines luttes et problématiques sociales sont partagées par les deux mouvements, ce qui peut rendre leur différenciation complexe.
Ce qui rend les révoltes étudiantes de 1968 particulièrement importantes est que la majorité des militantes de la seconde vague italienne ont participé aux révoltes d’une façon ou d’une autre. Les révoltes ont inspiré à pousser la lutte féministe à un niveau jamais atteint par les féministes italiennes de la première vague c’est pourquoi 1968 est regardé comme étant la date marquant le commencement de la seconde vague féministe en Italie. De plus, les révoltes étudiantes ont mis en lumière toute une série de problématiques importantes caractérisant le féminisme de l'époque suivant les révoltés. En effet, c'est lors de ces dernières que l'on a vu l'essor de l'anti-autoritarisme, que la jeunesse a pris conscience de la présence d'une rupture générationnelle significative avec les membres du gouvernement ainsi que l'importance de la subjectivité et la nécessité de construire ses propres opinions politiques librement. La popularité croissante de ces idées s'explique par le profond mécontentement des participants des révoltes étudiantes vis-à-vis de la situation politique du pays à l'époque. En outre, en 1968, tout ce qui concerne la sexualité et son expression est devenu un terrain de revendication important pour les féministes.
Le féminisme de 1968 repose sur la création d'une nouvelle subjectivité, celle des jeunes, qui émerge de la volonté de remettre en question et de contester un futur préétabli par la génération précédente. Cette rupture générationnelle remet en cause l'autorité des parents, en particulier celle des pères. En 1968, les jeunes femmes féministes du mouvement étudiant ont créé une alliance entre jeunes femmes contre le système et contre le patriarcat, visant à redéfinir les normes sociales entre les genres ainsi que les sphères public et le privé.

## La sexualité en Italie de 1968
L'année 1968 marque une fracture profonde dans le domaine des normes sexuelles : la virginité prénuptiale, la séparation des genres dans la vie quotidienne et le silence perbeniste sur la sexualité s'effondrent soudainement sous le poids de la militance des groupes féministes au sein des révoltes étudiantes.
Avant les révoltes étudiantes, la situation des femmes en Italie reste très précaire. En effet, à l'époque, d'importantes limitations subsistent pour les femmes et les coûts d'une vie en dehors du mariage sont extrêmement élevés. Le progressisme sexuel en Italie est également très mal vu avant que les féministes, à la suite des révoltes de 1968, ne s'emparent de la cause et améliorent grandement la situation.
Tout cela, dans un pays où le mariage réparateur, qui "indemnise" le viol au père de la victime, est encore en place. À cet égard, un événement important est la rébellion historique de Franca Viola, mais il faudra attendre 1981 pour que la loi sur le crime d'honneur soit modifiée. À l'époque, le divorce n'existe pas encore, la contraception et l'avortement sont tout aussi illégaux. Tous ces "crimes" sont imputés aux femmes et ne remettent aucun blâme sur les hommes. Ces problématiques sont prises en charge par les féministes italiennes lors des révoltes étudiantes de 1968 et les années suivantes.
En effet, c'est lors des révoltes étudiantes que l'on assiste à un tournant fondamental dans le mouvement féministe naissant. On commence à aborder la question de la sexualité au sein des petits groupes, puis on revendique le droit au plaisir. C'est une double revendication: d'une part, une sexualité affranchie du mariage, et d'autre part, une sexualité qui n'est pas centrée uniquement sur la reproduction.
Ce nouveau lien entre le corps et la politique constitue l'une des contributions les plus cruciales du mouvement des femmes de 1968. Tout cela représente un énorme progrès pour la culture politique et sexuelle du pays, particulièrement visible dans le débat public sur l'avortement qui émerge au cours de ces années. Pour la première fois dans l'histoire, les femmes déplacent l'attention du débat public, mettant au centre du discours leur expérience et leur corps, qui deviennent la limite infranchissable de la parole des autres.

## Le double féminisme des femmes impliqué dans les révoltes étudiantes
Le terme "double militantisme" était déjà utilisé à l'époque pour désigner les femmes actives à la fois dans les groupes féministes et dans les organisations de la gauche extraparlementaire. Les féministes de 1968 n'étaient pas uniquement présentes dans les groupes féministes. Elles étaient engagées dans les comités de quartier, les syndicats, devant les usines, à l'école, dans les cours des 150 heures en tant qu'étudiantes et enseignantes, dans les partis politiques et au sein des groupes de gauche. Sans leur implication, il n'y aurait pas eu de changement aussi profond dans la société italienne.
Les étudiantes parlent d'une participation généralisée au mouvement («je ne connais personne qui n’était pas dans le mouvement»), mais en même temps diversifiée en termes d'intensité. Certaines sont pleinement impliquées dans les processus politiques internes (telles que les réunions restreintes et les tractations devant les usines), tandis que d'autres adoptent une approche plus distanciée, même au sein d'expériences aussi englobantes que l'occupation prolongée de 1968 («moi aussi, j’ai dormi 67 jours par terre»).
L'une des ambivalences structurelles de 1968 pour les femmes, qui a généré la première étincelle féministe, est le retour de la dichotomie entre le public masculin et le privé féminin qui se dessine à cette époque. Les femmes sont devenues une partie intégrante de cette nouvelle réalité sociale. Au sein des révoltes étudiantes, on a assisté à l'émergence des femmes sur la scène publique et à leur occupation de positions importantes, d'une manière et dans des proportions complètement impensables auparavant. En effet, les femmes ont joué un rôle crucial dans les révoltes étudiantes de 1968 en occupant des postes équivalents à ceux des hommes à tous les niveaux. Cela a représenté une attaque très déstabilisante pour l'ordre du genre établi à l'époque.

## Anti-féminisme
D'une part, la participation des étudiantes à la première occupation des facultés fait scandale dans la partie la plus conservatrice de l'opinion publique. Notamment en raison de la promiscuité qu'elle implique, il s'agit d'une démonstration explicite au visage du plus grand spectre: une sexualité féminine libérée du contrôle institutionnel et social du mariage et du patriarcat.
À l'époque, les assemblées publiques en Italie sont très importantes, mais elles sont dominées par les hommes. Lors des révoltes étudiantes, les féministes brisent le monopole masculin de la prise de parole. Ce changement dans la dynamique hommes/femmes n'est pas apprécié par les anti-féministes, qui tentent d'implémenter des sanctions contre les femmes dans les assemblées pour les maintenir dans le silence. Ils activent des dynamiques de groupe visant à rétablir l'ordre de genre "approprié". Cette contre-attaque des anti-féministes ne se limite pas aux assemblées, mais concerne également la répartition des rôles et des tâches liées au travail reproductif. À l'époque, les anti-féministes souhaitaient confiner les femmes à des rôles auxiliaires en arrière-plan. Cependant, ces tentatives visant à freiner le mouvement féministe ont été vaines et les femmes ont rapidement obtenu l'égalité avec leurs homologues masculins au sein du mouvement étudiant de 1968.
Malheureusement, tout ne fonctionne pas parfaitement pour les femmes de 1968. Les anti-féministes de l'époque commencent à affirmer que la libération de la sexualité des femmes est dangereuse et risque de créer un conflit éternel. Selon les anti-féministes, les femmes n'arrêteront jamais de revendiquer plus de liberté sexuelle, conduisant ainsi à la décadence absolue de la société. De plus, ils affirment que cette liberté est basée sur des besoins qui ne sont pas enracinés dans la réalité et que tout cela n’est qu’une phase d'adolescence qui va passer.
Les révoltes étudiantes étaient évidemment très controversées, principalement en raison de leur caractère défiant envers l'autorité. En effet, malgré tous les progrès sociaux mis en avant par les révoltes étudiantes, occuper une université comporte aussi des dangers. Tout d'abord, il y avait le risque d'être mal compris, puis celui de susciter des réactions disproportionnées dans l'opinion publique par rapport à la réalité des faits. C'est le cas des étudiantes qui participent activement à l'occupation d'universités. Le simple fait qu'elles partagent la table avec leurs collègues et, pire encore, passent la nuit à l'intérieur de l'institut, a offensé plus d'une personne.

## L’influence des États-Unis
L'influence de l'expérience des mouvements étudiants aux États-Unis, qui précède de quelques années le cas italien, est arrivée en Italie principalement grâce à la circulation d'écrits nord-américains traduits et diffusés de manière auto-organisée. Cela a permis de démontrer l'existence de réseaux internationaux et nationaux.